# Полошки манастир
Полошки манастир је православни манастир из 14. века, задужбина српског средњовековног племића Ивана Драгушина и његове мајке, бугарске деспотице Марине Смилец. Oснован је у време српског краља Стефана Душана.
Манастир се налази у близини Кавадарца. Некадашњи његов положај је био изнад леве обале реке Црна, поред села Полошко, по коме манастир и носи име. Након стварања вештачког језера Тиквешко језеро (1964 - 1968), село више не постоји, а манастиру се може прићи само воденим путем.
Полошки манастир је подигнут у 14. веку. Подигао је пре 1340. године "обрат", рођак српског цара Душана - Иван Драгушин. Након смрти ктитор је ту у манастиру и сахрањен. У исто време када је грађен Полошки, настао је и Дреновски манастир, код села Дренова. Полошки манастир се налазио на једној лепој падини, окружен густим храстовим и тисовим шумама.
Цар Душан је доцније приликом освајачког похода на Цариград, ту логоровао на манастирским "лакама". Тада је дао да се манастир прошири и доделио му неколико добара са десне стране Црне Реке. На тим добрима су у време турске владавине, турски бегови изградили своје "летњиковце", од којих су се сачувале рушевине.
Историја манастира се помиње двема повељама, првој објављеној 1340. године краља Стефана Душана (1331-1355), поводом његове одлуке да манастир са селима Полошко и Драгош дарује манастиру Хиландар на Светој Гори. Друга повеља из 1378. године, у којој браћа Дејановић - деспот Драгаш и Јован Дејановић дарују имовину и храм руском манастиру Пантелејмон на Светој Гори.
Главни и једини манастирски храм је посвећен Светом Ђорђу. Првобитна црква саграђена до 1340. године. Фрескописана је у периоду 1343-1345. године. Припрата је дозидана почетком 17. века. Фреске у припрати су рађене у периоду од 1608-1609. године. Као његови оснивачи помињу се игуман манастира, јеромонах Сава и монах Патроније.
Манастир је током свог постојања много пострадао, нарочито (али не искључиво) од Турака. Бугари су однели са собом (наводно у Софију) непроцењиву старину - дрвени таблу у дуборезу, на којој је уклесана историја манастира.
Године 1933. старешина манастира Полошког био је јеромонах Пантелејмон.